# Nikolas Agrafiotis
Nikolas Agrafiotis (Servisch: Николас Аграфиотис) ('s-Hertogenbosch, 25 april 2000) is een Servisch-Nederlands voetballer die als aanvaller speelt. Hij verruilde in 2024 Excelsior Rotterdam voor SV Wehen Wiesbaden.

## Carrière

### Vitesse
Nikolas Agrafiotis speelde in de jeugd van FC Den Bosch en Vitesse. Van 2016 tot 2020 speelde hij ook bij Jong Vitesse. Op 26 november 2016 debuteerde hij in de Tweede divisie voor Jong Vitesse, in de met 3-0 verloren uitwedstrijd tegen VV Katwijk. Jong Vitesse degradeerde in het seizoen 2016/17 naar de Derde divisie Zondag, waar het een seizoen later weer uit promoveerde en terugkeerde naar de Tweede divisie. In drie seizoenen kwam Agrafiotis tot achttien wedstrijden en drie goals.

### FC Dordrecht
In 2020 vertrok Agrafiotis transfervrij naar FC Dordrecht, waar hij een contract tot medio 2022 tekende. Hij debuteerde in het betaald voetbal op 30 augustus 2020, in de met 0-0 gelijkgespeelde thuiswedstrijd tegen Go Ahead Eagles. Op 2 januari 2021 maakte hij tegen Helmond Sport (5-2 nederlaag) zijn eerste goal in het betaalde voetbal. In het seizoen 2021/22 beleefde Agrafiotis een uitstekende eerste seizoenshelft, waarin hij zeven keer scoorde in 22 competitiewedstrijden. Zo scoorde hij twee keer in één wedstrijd tegen zowel Jong Ajax als NAC Breda.

### Excelsior
In de winter van 2022 nam Excelsior Agrafiotis over van FC Dordrecht. Op 7 februari maakte hij zijn debuut voor Excelsior tegen FC Eindhoven (4-1 verloren). Hij kwam niet tot scoren in elf competitiewedstrijden voor Excelsior, maar in de play-offs om promotie, die Excelsior uiteindelijk won, scoorde Agrafiotis tweemaal, tegen Roda JC en Heracles Almelo. Op 16 oktober maakte Agrafiotis tegen Ajax bij een 7-0 achterstand zijn debuut in de Eredivisie. Hij scoorde wel meteen, in de 90'ste minuut, zijn eerste Eredivisiegoal.

## Statistieken

### Beloften
| Seizoen                         | Club           | Competitie         | Totaal | Totaal |
| Seizoen                         | Club           | Competitie         | Wed.   | Dlp.   |
| ------------------------------- | -------------- | ------------------ | ------ | ------ |
| 2016/17                         | Jong Vitesse   | Tweede divisie     | 5      | 1      |
| 2017/18                         | Jong Vitesse   | Derde divisie Zon. | 2      | 0      |
| 2018/19                         | Jong Vitesse   | Tweede divisie     | 9      | 2      |
| Carrièretotaal                  | Carrièretotaal | Carrièretotaal     | 18     | 3      |
| Bijgewerkt op 11 september 2020 |                |                    |        |        |

### Senioren
| Seizoen                       | Club           | Competitie     | Competitie | Competitie | Beker | Beker | Overig | Overig | Totaal | Totaal |
| Seizoen                       | Club           | Competitie     | Wed.       | Dlp.       | Wed.  | Dlp.  | Wed.   | Dlp.   | Wed.   | Dlp.   |
| ----------------------------- | -------------- | -------------- | ---------- | ---------- | ----- | ----- | ------ | ------ | ------ | ------ |
| 2020/21                       | FC Dordrecht   | Eerste divisie | 29         | 3          | 1     | 2     | 0      | 0      | 30     | 5      |
| 2021/22                       | FC Dordrecht   | Eerste divisie | 22         | 7          | 1     | 0     | 0      | 0      | 23     | 7      |
| 2021/22                       | Excelsior      | Eerste divisie | 11         | 0          | 0     | 0     | 3      | 2      | 14     | 2      |
| 2022/23                       | Excelsior      | Eredivisie     | 17         | 2          | 2     | 0     | 0      | 0      | 19     | 2      |
| 2023/24                       | Excelsior      | Eredivisie     | 18         | 5          | 3     | 1     | 0      | 0      | 21     | 6      |
| Carrièretotaal                | Carrièretotaal | Carrièretotaal | 97         | 17         | 7     | 3     | 3      | 2      | 107    | 22     |
| Bijgewerkt op 31 januari 2024 |                |                |            |            |       |       |        |        |        |        |